# Bosna a Hercegovina na Letních olympijských hrách 2008
Bosnu a Hercegovinu na Letních olympijských hrách 2008 v Pekingu reprezentovalo 5 sportovců z toho 4 muži a 1 žena. Reprezentanti nevybojovali žádnou medaili.